# Eurytoma nigrita
Eurytoma nigrita är en stekelart som beskrevs av Johan Wilhelm Dalman 1820. Eurytoma nigrita ingår i släktet Eurytoma och familjen kragglanssteklar. Arten är reproducerande i Sverige. Inga underarter finns listade i Catalogue of Life.